# Сидоренко, Владимир Владимирович
Владимир Владимирович Сидоренко (род. 7 апреля 2002 года в Томске) — российский спортсмен, игрок в настольный теннис, член национальной сборной России. Серебряный призёр командного чемпионата Европы 2021 года. Семикратный чемпион России: в одиночном разряде (2022), в парном разряде (2023, 2024), в смешанном разряде (2023) и в командном разряде (2018, 2020, 2023). Чемпион Летней Универсиады 2025 года в одиночном разряде. Двукратный чемпион Европы среди кадетов (2016—2017). Мастер спорта России международного класса.

## Биография
В настольный теннис Владимира привел папа, Владимир Сидоренко старший, являющийся одним из учредителей Федерации настольного тенниса Томской области «Золотая ракетка». Первые спортивные успехи пришли с переездом в город Ханты-Мансийск и тренировками под руководством Евгения Васильевича Ширшова. В 2014 году переехал в Санкт-Петербург и начал тренироваться у заслуженного тренера России А. М. Эльберта. Удостоверение мастера спорта Владимир Сидоренко получил в 14 лет.
В 2018 году был отобран на Юношеские Олимпийские игры в Аргентине, где занял 9-16 место (стадия 1/8 финала).

## Стиль игры
Левша, использует европейскую хватку, играет в атакующем стиле, использует оборудование фирмы Donic.

## Спортивные достижения

### Чемпионаты Мира и Европы среди юниоров
В 2017 году Владимир подтвердил чемпионское звание на юношеском Первенстве Европы, а также дополнительно завоевал две золотых медали (командном разряде и миксте с Екатериной Зироновой).
2019 год принес серебро в дуэте с Артемом Тихоновым на Первенстве Мира среди теннисистов до 19 лет, проходившем в таиландском Карате. А также серебро в паре с Трульсом Мёрегордом (Швеция) в мужском парном разряде до 19 лет, бронзу в личном турнире и золото в составе сборной России на Юношеском Первенстве Европы в чешской Остраве.
В 2020 Владимир Сидоренко стал чемпионом Европы среди молодежи (до 21 года), который проходил в Вараждине (Хорватия). В финале обыграл румына Рареша Шипоша со счетом 4:1.
В 2021 году Владимир Сидоренко и Максим Гребнев стали чемпионами мира по настольному теннису в парном разряде среди юношей до 19 лет. В финале они играли с интернациональной парой Чаба Андраш/Ивор Бан (Венгрия/Хорватия) и смогли отыграться со счета 0:2 по партиям.

### Чемпионат России
Владимир Сидоренко стал серебряным призёром чемпионата России в составе команды Санкт-Петербурга в 2017 году. В 2018 году завоевал две награды: «золото» в командном и «бронзу» в личном зачёте.
В 2019 Владимир стал первым на юношеском первенстве России в личном разряде.
Чемпион России в одиночном разряде 2022 года, серебряный призёр в паре с Кириллом Скачковым.
В 2023 году завоевал три золотых медали чемпионата России: в парном разряде в паре с Кириллом Скачковым, в смешанном разряде в паре с Марией Тайлаковой и в командном разряде в составе команды Санкт-Петербурга. В одиночном разряде на чемпионате России 2023 года стал третьим, проиграв в полуфинале Денису Ивонину со счётом 1:4.

### Мировой тур ITTF
В 2016 году Владимир выиграл бронзовую медаль в личном турнире и золотую медаль в паре с австрийцем Мацеем Колодзейчиком на ITTF World Cadet Challenge в Шанхае. В дуэте с Максимом Гребневым стал победителем Открытого первенства Италии среди юниоров.
В 2019 году одержал победу в одиночном разряде U21 на этапе «ITTF Challenge Series» в Омане.
В 2020 году стал победителем турнира теннисистов до 22 лет в рамках Открытого чемпионата Португалии в Лиссабоне.

### Чемпионат Европы
В 2021 году завоевал серебряную медаль в составе российской команды на чемпионате Европы по настольному теннису среди команд 2021 (Клуж-Напока). В состав команды также входили Максим Гребнев, Лев Кацман и Кирилл Скачков с Александром Шибаевым.

### Клубная карьера
С июля 2018 года Владимир Сидоренко выступал за клуб «ТТК Швальбе Бергнойштадт», участвующий в бундеслиге.
В сезоне 2019—2020 Владимир Сидоренко выступал за клуб «Оксенхаузен».